# Platambus schillhammeri
Platambus schillhammeri är en skalbaggsart som beskrevs av Wewalka och Michel Brancucci 1995. Platambus schillhammeri ingår i släktet Platambus och familjen dykare. Inga underarter finns listade i Catalogue of Life.